# Hornwerk (Instrument)

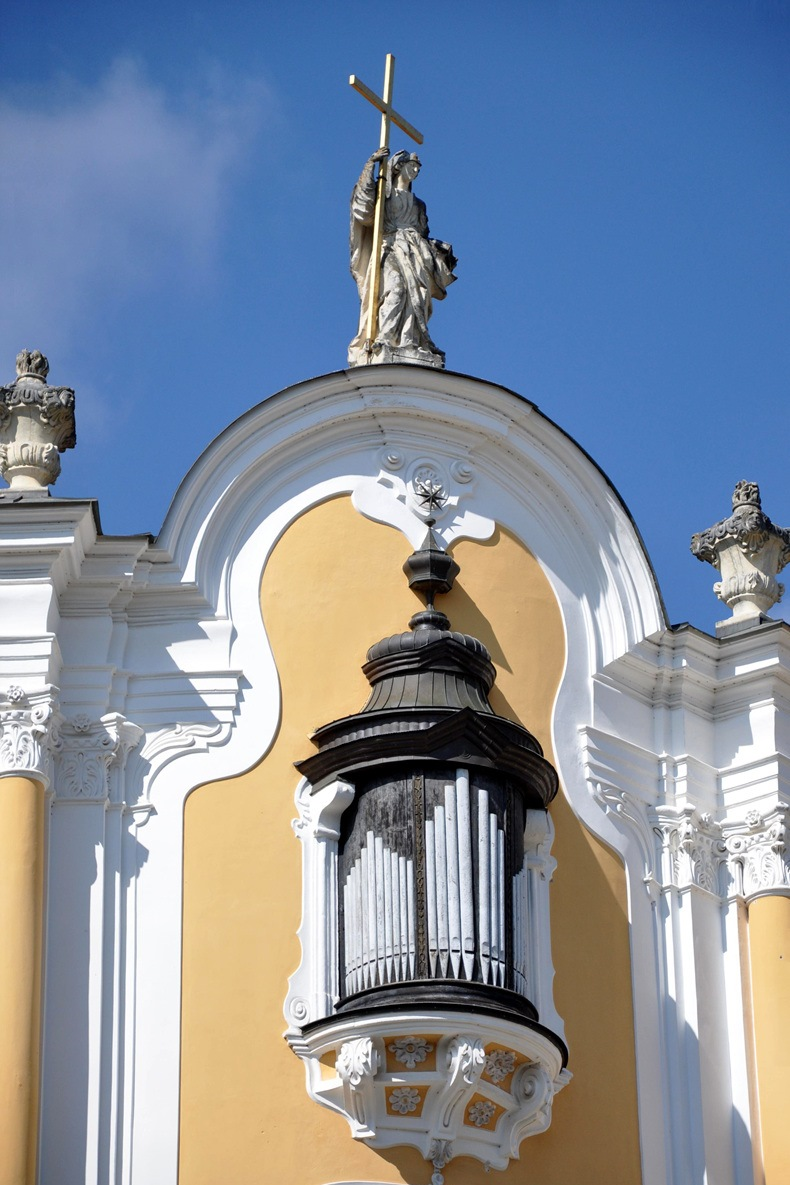
Ein Hornwerk an der Fassade der Stiftskirche des Stiftes Rein

Das Hornwerk ist ein mechanisches Orgelinstrument. Es bestand in seiner ursprünglichen Form nur aus Windkasten, Blasebalg und Pfeifen, die bei Betätigung des Blasebalges einen vielfach verstärkten Dreiklang erzeugten. Im Mittelalter wurden solche Instrumente in die Befestigungsanlagen von Städten und Klöstern in spezielle Horntürme eingebaut. Sie erfüllten einer Sirene vergleichbare Signalfunktionen, indem sie z. B. der Bevölkerung akustisch Beginn und Ende des Arbeitstages anzeigten.